# Kaindorf (powiat Hartberg-Fürstenfeld)
Kaindorf – gmina targowa w Austrii, w kraju związkowym Styria, w powiecie Hartberg-Fürstenfeld. Do 31 grudnia 2012 należała do powiatu Hartberg.